# Aiobahn
Min-Hyuk Kim, mais conhecido pelo seu nome artístico Aiobahn, é um músico, DJ, produtor e remixer. Nascido em Seul na Coreia do Sul, ele é mais conhecido por sua colaboração com Yunomi, no single "Makuramoto ni Ghost".

## Carreira
Em dezembro de 2015, Min-Hyuk lançou seu single de estréia, "City in My Eyes", com Jh-Anu e Koo Read. Em fevereiro de 2017, o vídeo da música já havia mais de 670,000 visualizações no YouTube.
No mesmo ano, Min-Hyuk lançou seu follow-up single, "Makuramoto ni Ghost", com Yunomi, que atingiu a marca de 300,000 reproduções no SoundCloud em fevereiro de 2017.[carece de fontes?]
Em 2016, Min-Hyuk lançou o single "Penguin of Galactic Railload" com Yunomi e Nicamoq, um dos membros da BPM15Q.
Em 2020, lançou "Fragments", através da Bitbird, gravadora neerlandesa independente de San Holo.

## Discografia

### Extended plays
- Märchen EP (2017, Maltine Records)[5]

### Singles
Apenas singles e remixes lançados desde outubro de 2015 são listados abaixo:
- "City in My Eyes" (2015, Tasty) (com Jh-Anu e Koo Read)
- "Makuramoto ni Ghost" (2015, Maltine Records) (com Yunomi) [6][7]
- "Penguin of Galactic Railload" (2016, Maltine Records) (com Yunomi e Nicamoq) [8]
- "Magical Sweet Cake" (2016, Maltine Records) (com Yunomi e Bonjour Suzuki [9]
- "Towa no Utage" (2016, Maltine Records) (com YUC'e) [10][11]
- "Shin'en no Mermaid" (2017, Maltine Records) (com YUC'e) [12]
- "Fragments" (com Kocho)[4]

### Participações especiais
- Murtagh - "Follow Me" (2017, Tasty)

### Remixes
- Puppet & The Eden Project - "The Fire (Aiobahn Remix)" (2016, Monstercat)
- Shawn Wasabi & YDG feat. Yung Gemmy - "Burnt Rice (Aiobahn & Jh-Anu Remix)" (2016, premiere)[13]